# Vabank
A Vabank egy 1981-ben készült lengyel bűnügyi filmvígjáték, melynek rendezője és forgatókönyvírója Juliusz Machulski. A filmet először az 1981-es Gdynia Lengyel Filmfesztiválon mutatták be, ahol Machulski elnyerte vele a legjobb elsőfilmes rendezőnek járó díjat.
A Vabank egy gengszterkomédia, ami az 1930-as évek eleji Varsóban játszódik. Henryk Kwinto, a híres kasszafúró, hat év után szabadul a börtönből. Nincs más vágya csak hazamenni a feleségéhez, és barátjával, Tadeusz-sal közösen fújni a trombitát egy dzsesszzenekarban. Felesége azonban már más férfiba szerelmes, Tadeusz pedig öngyilkos lett. Kiderül, hogy Kwintót egykori bűntársa, Gustaw Kramer juttatta börtönbe, aki közben bankár lett, és már az ügyfeleitől csal ki pénzt. Kwinto elhatározza, hogy bosszút áll Krameren. A jelszó: va banque, ami a szerencsejátékban annyit tesz, a bank összes pénze a tét.
A Vabankot a lengyel mozikban 1982. március 1-jén kezdték vetíteni. Magyarországon először az 1983. szeptember 12. és 18. között a MOKÉP által rendezett Lengyel Filmhéten mutatták be, majd 1983. december 22-étől kezdték országosan vetíteni a magyar mozikban.
A film egyes párbeszédei, beszólásai beépültek a köznapi nyelvbe Lengyelországban. A sikerfilm folytatása Vabank II címmel 1985-ben készült el.

## Cselekmény
|  | Alább a cselekmény részletei következnek! |

A film története 1934-ben Varsóban játszódik. Henryk Kwinto kasszafúró hatéves börtönbüntetés után szabadul. Első útja feleségéhez vezet, aki időközben már más férfit talált magának. Kwinto elmegy a lakásból, de a ház előtt két fiatal bűnöző, Moks és Nuta várja, és egy fekete kocsiba kényszerítik. Fenyegetéssel akarják rávenni, hogy csatlakozzon hozzájuk egy következő nagy balhéra. Kwinto úgy tesz, mintha fogalma sem lenne semmiről, és azt állítja, hogy ő csak egy zenész, összetévesztik valakivel. Végül elengedik, és szállodába megy, ahol kivesz egy szobát. A szállodában felkeresi őt régi bűntársa, Gustaw Kramer, aki időközben bankot alapított. Kramer bevallja, hogy hat éve azért szervezte a betörést, hogy a rendőrség elkaphassa Kwintót, az akkor már híres kasszafúrót, akire még nem sikerült rábizonyítani egyetlen balhét sem. 45 000 złotyt ajánl Kwintónak a börtönben töltött hat évért, amit végül Kwinto elfogad.
Kwinto a börtönben elhatározta, hogy visszavonul. A Kramertől kapott pénz egy részén egy új Fordot vesz az autónepper Szpulánál, aki közben megpróbálja beszervezni őt egy ügyvéd kirablásába, de Kwinto nemet mond. Meglátogatja barátját, régi zenésztársát Tadeuszt, de Tadeusz feleségétől megtudja, hogy a férje öngyilkos lett, mert nem tudta elviselni, hogy minden pénzüket kicsalták tőlük. Kwinto megkapja ajándékba Tadeusz trombitáját. Amikor a szállodába hazaérve kipróbálja a hangszert, az nem akar megszólalni. Mikor szétszedi, a fúvókába gyűrt papíron egy üzenetet talál Tadeusztól, aki Kramert is megemlíti az üzenetben. Kwinto rájön, hogy Kramer ölethette meg Tadeuszt, és bosszút akar állni. A 45 000 złotyt visszaküldi Kramernek, hogy tudassa vele, még sincs alku.
Kwinto megkeresi a két fiatal bűnözőt, hogy együtt rabolják ki a Kramer Bankházat. A rabláshoz szükség van Kwinto régi barátjára, Dániára, aki a riasztók szakértője. Hosszas kutatás után a nyugdíjba vonult Dániát egy labdarúgó mérkőzésen találják meg, ahol a varsói csapat a berlini Viktoria FC ellen játszik nemzetközi meccset. A lefújás után Kramer bérgyilkosa, Krempitsch, rálő Kwintóra, de más sebesül meg. Dánia végül rááll, hogy segít a rablásban. Elmegy a bankba, hogy felmérje a terepet, a két fiatal bűntárs pedig Kramert kezdi követni. Kramer időközben megismerkedik egy Natalia nevű fiatal nővel, akivel randevút beszélnek meg a rablás éjszakájára.
A rablás előestéjén Kwinto egy bárban zenél, ahová elhívja Tadeusz özvegyét. Azt hazudja neki, hogy a rendőrség vizsgálja férje ügyét, és kártérítésre számíthat, ha lezárul a vizsgálat. Közben Krempitsch figyeli őket. Kwinto megkéri zenésztársait, hogy ha szombaton a rendőrség érdeklődne utána, akkor mondják azt, hogy előző este együtt zenéltek.
Pénteken Kramer már három órával zárás előtt elhagyja a bankot, hogy Nataliához siessen. Krempitsch közben feltűnik Kwinto szállodájában, hogy megölje Kwintót, de ő résen van és végül a bérgyilkos hal meg. Kwinto éppen elhagyná a szállodát, de a hallban a rendőrség várja és beviszik. Kiderül, hogy az autónepper Szpulát elkapták az ügyvéd kirablása közben, és Kwinto alibijére kíváncsiak. Közben a többiek már a banknál készítik elő a terepet. A bankház aljában működő étterem szellőző berendezésén keresztül akarnak bejutni, falbontással. Kwintót végül elengedik a rendőrök, és az utolsó pillanatban megérkezik a bankhoz. A rablás simán megy, sikerül blokkolni a riasztórendszert és a széfet is könnyedén kinyitja Kwinto. A pénzzel teli táskát elviszik Kramer lakására, egy részét pedig Tadeusz özvegyének adják kártérítésként.
Másnap azonnal felfedezik a rablást, és a nyomozást vezető Przygoda felügyelő hamar arra a következtetésre jut, hogy csak belső munka lehetett. Mindenkitől ujjlenyomatot vesznek a bankban, és a riasztó blokkolására használt kis fémlapocskán megtalálják a bankigazgató Kramer ujjlenyomatát, a házkutatás során pedig az elrabolt pénz nagy részét. Kramert letartóztatják a lakásán. Próbálja a felügyelőnél bemártani Kwintót, hogy biztosan ő rabolta ki a bankot bosszúból, de Kwintónak alibije van. Ekkor kap észbe Kramer is, hogy hiszen neki is van alibije: randevúja volt aznap este. Elmennek a felügyelővel a lány lakására, de ott idegeneket találnak, akik nagyon csodálkoznak a bankár meséjén. Kramert bilincsben viszik el. A rendőrség előtt újságírók hada várja őt, mint a lengyel Al Caponét.
|  | Itt a vége a cselekmény részletezésének! |

## Szereplők
| Szerep                             | Színész                | Magyar hang  |
| ---------------------------------- | ---------------------- | ------------ |
| Henryk Kwinto                      | Jan Machulski          | Inke László  |
| Gustaw Kramer                      | Leonard Pietraszak     | Láng József  |
| J.J. Dunczyk „Dánia”               | Witold Pyrkosz         |              |
| Marta Rychlińska, Tadeusz felesége | Ewa Szykulska          | Pálos Zsuzsa |
| Moks, fiatal bűnöző                | Jacek Chmielnik        |              |
| Nuta, fiatal bűnöző, Moks fivére   | Krzysztof Kiersznowski |              |
| Natalia                            | Elżbieta Zającówna     |              |
| Krempitsch, bérgyilkos             | Zdzisław Kuźniar       |              |
| Przygoda felügyelő                 | Józef Para             |              |
| Karelicki felügyelő                | Janusz Michałowski     |              |
| Adam 'Szpula' Szpulski             | Włodzimierz Musiał     |              |

## Háttér és forgatás

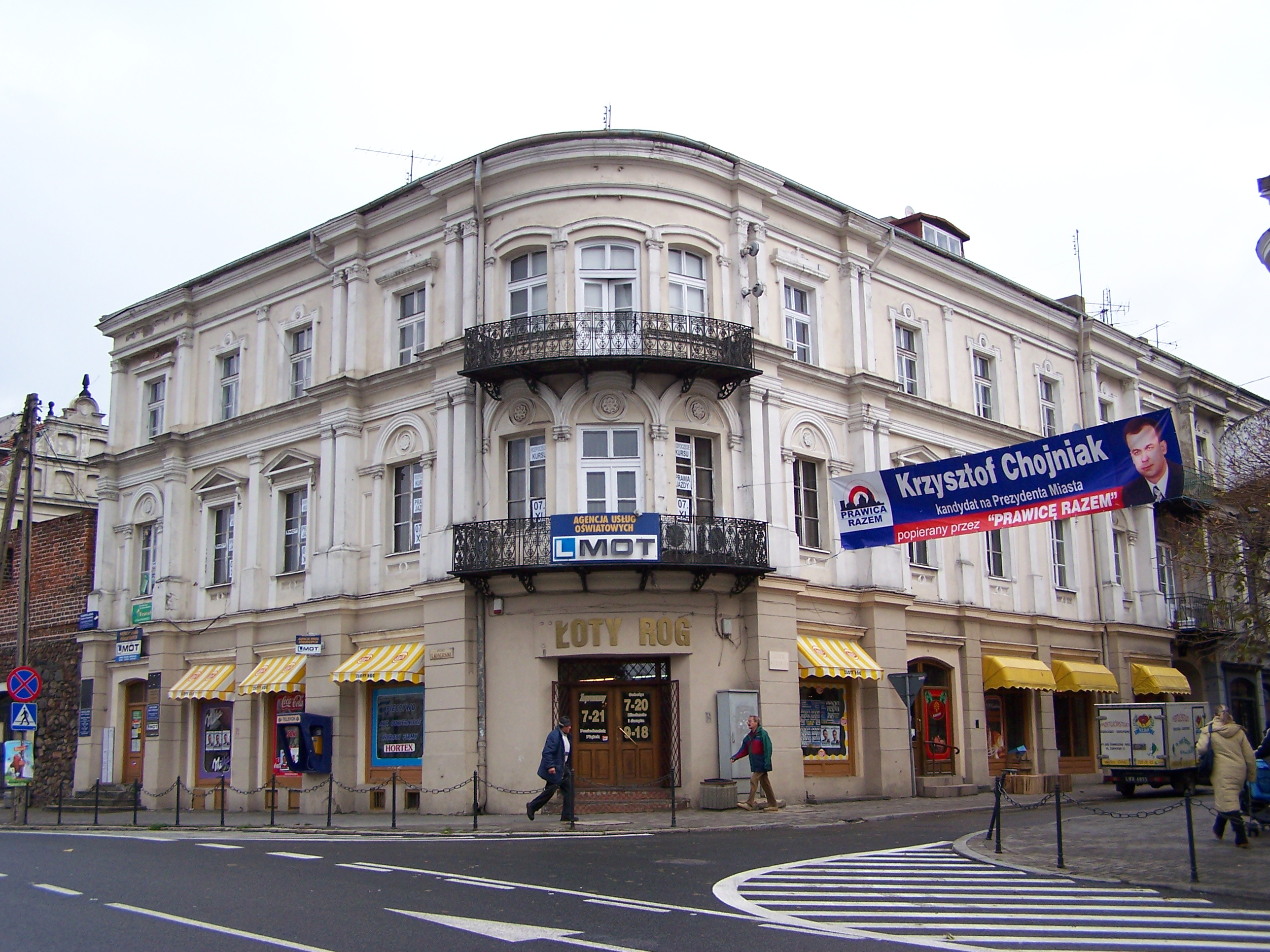
A Kramer Bankházat külsőre a Piotrków Trybunalski városában, a Kosciuszko téren, a Sieradzka utca sarkán álló épület „alakította”

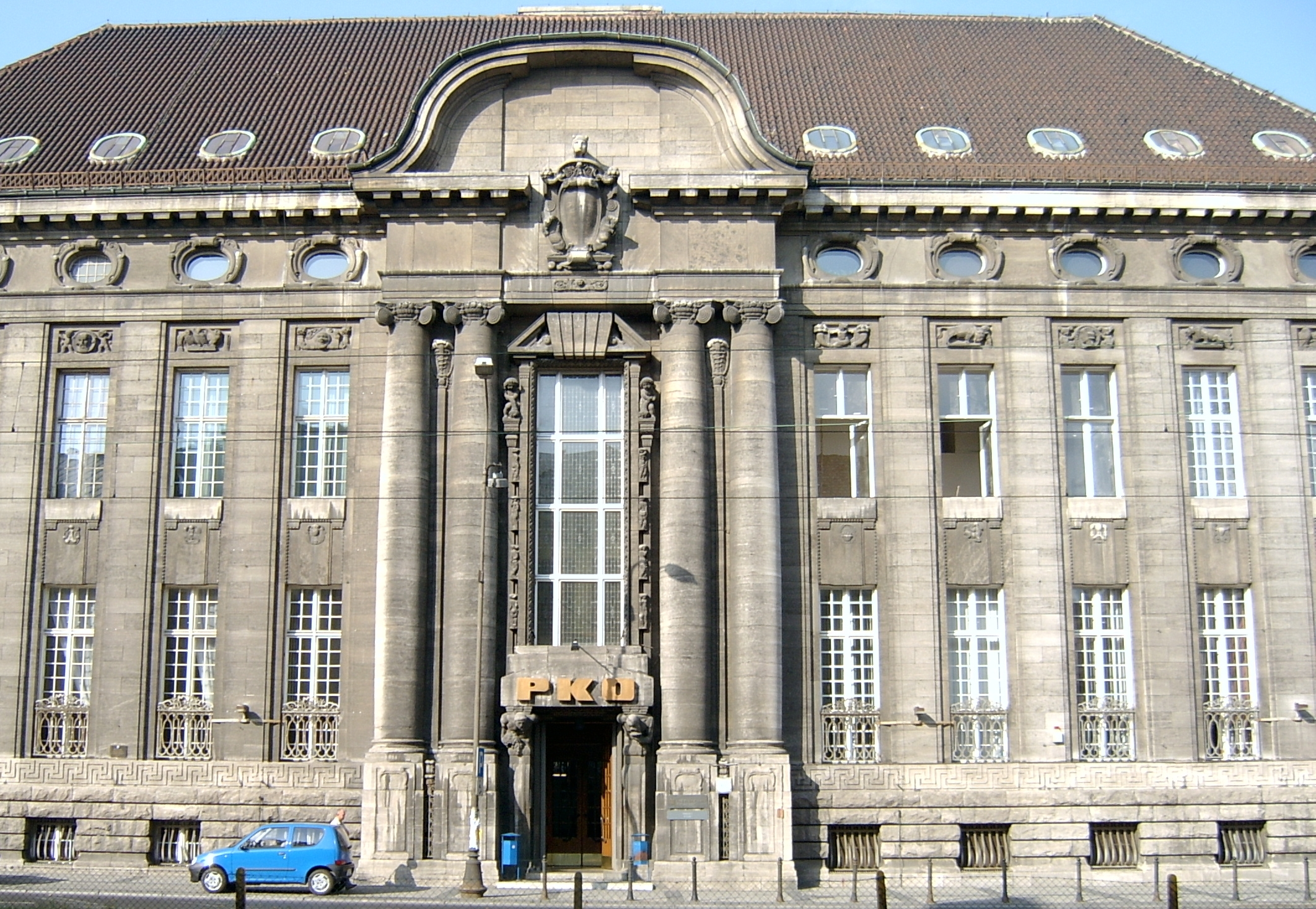
A Kramer Bankház belső jeleneteit a łódźi bankok utcáján, a Kosciuszko utca 15. alatt álló épületben vették fel

Az 1955-ben született Juliusz Machulski rendező a forgatás idején még a Łódźi Filmiskola Rendezői Tanszékének hallgatója volt. Elmondása szerint: „A Vabank megrendezésével azt is bizonyítani akartam, hogy Lengyelországban is lehet jó krimit rendezni, és hogy én képes vagyok erre. Azt akartam, hogy filmemből a professzionalizmus dicsérete áradjon. Mielőtt az ember művésszé válna, jó iparosnak kell lennie. Szerettem volna szólni a régi alapvető erkölcsi elvekről is. Azt elmondani, hogy amit az életben csinálunk, tisztességesen kell csinálni”. A film főszereplőjét, a híres kasszafúrót, Jan Machulski színművész, a rendező édesapja alakítja.
A film a két világháború közötti Lengyelországban játszódik, ami a lengyelek számára a „boldog békeidőket” jelentette, főleg a második világháború pusztítása után. Az 1970-es/1980-as években több lengyel filmvígjáték készült erről a korszakról. „Szép asszonyok, a húszas-harmincas évek modern stílusában, ügyes szélhámosok, chicagói gengsztereket kedves bájjal utánozva, régi autók kiglancolva, s varsói épületek, még a pusztítás és újjáépítés előtti kor hangulatát idézve”.
A korabeli Varsó hangulatának megteremtéséhez a helyszíneket három különböző városban találták meg. A Kramer Bankházat külsőre a Piotrków Trybunalski városában, a Kosciuszko téren, a Sieradzka utca sarkán álló épület „alakította”, míg a belső jeleneteket a łódźi bankok utcáján, a Kosciuszko utca 15. alatt álló épületben vették fel. Łódźban forgattak még a Grand Hotelben, a régi temetőben, és a Dabrowski téri bírósági épületnél. Varsóban a műemléki Fotoplastikonban volt a „Kwinto-banda” főhadiszállása.
A korszak eseményei is szóba kerülnek a filmben. Dánia, Kwinto régi barátja és tettestársa, nagy focirajongó. Szerepel a filmben az 1934-es Viktoria Berliner FC elleni Polonia Warszawa labdarúgó mérkőzés, illetve Dánia azt mondja a rablás utáni osztozkodásnál, hogy ha egy hónappal ezelőtt kapja ezt a pénzt, akkor elment volna Rómába a futball világbajnokságra. (1934-ben Olaszországban rendezték a második labdarúgó-világbajnokságot, Lengyelország azonban nem vett részt rajta.)
A film zenéjében is igazodik az 1930-as évek Lengyelországához, amikor még eredeti amerikai dzsesszt játszottak a zenekarok a lengyel szórakozóhelyeken. A film zenéjét Henryk Kuźniak szerezte.

## Díjak és jelölések
A Vabank több fesztiválon is kapott jelöléseket különböző díjakra. A film lengyelországi bemutatóján, az 1981-es Gdynia Lengyel Filmfesztiválon Juliusz Machulski rendező elnyerte a legjobb elsőfilmes rendezőnek járó díjat. A következő évben az olasz Mystfesten jelölték a Vabankot a Legjobb film kategóriában és az AGIS-BNL-díjra, és ez utóbbit meg is kapta. Szintén 1982-ben a Chicagói Nemzetközi Filmfesztiválon jelölték Arany Hugo-díjra a filmet, de nyerni nem sikerült.